# HD 290327
HD 290327 es una estrella  situada aproximadamente a 179 años luz de distancia, en la constelación de Orión. Desde 2009, se sabe que posee un planeta extrasolar orbitándola llamado HD 290327 b.